# Josef Kotýnek
Josef Kotýnek (1. března 1904 – ???) byl český a československý politik Komunistické strany Československa, poúnorový poslanec Národního shromáždění ČSR.

## Biografie
V roce 1948 se uvádí jako rolnik z Prunéřova.
Po volbách roku 1948 byl zvolen do Národního shromáždění za KSČ ve volebním kraji Karlovy Vary. Mandát nabyl až dodatečně v listopadu 1949 jako náhradník poté, co rezignovala poslankyně Barbora Škrlantová. V parlamentu setrval do února 1953, kdy rezignoval a nahradil ho Jan Pištěk.
V roce 1954 se jistý Kotýnek uvádí jako předseda JZD v Prunéřově.